# Талкайран
Талкайран (каз. Талқайран) — село в Атырауской области Казахстана. Находится в подчинении городской администрации Атырау. Входит в состав Каиршахтинского сельского округа. Код КАТО — 231053300.

## Население
В 1999 году население села составляло 721 человек (374 мужчины и 347 женщин). По данным переписи 2009 года, в селе проживало 935 человек (472 мужчины и 463 женщины).